# Artur Krönig
Artur Krönig (ur. 6 kwietnia 1896 w Łodzi, zm. 16 lipca 1953 w Poczdamie) – niemiecki nauczyciel i działacz polityczny związany z Pabianicami i Łodzią, radny Łodzi, poseł na Sejm I i II kadencji (1922–1930), przewodniczący Niemieckiej Partii Pracy (1922–1925) i Niemieckiej Socjalistycznej Partii Pracy (1925–1934). 

## Życiorys
Po ukończeniu szkoły średniej w rodzinnej Łodzi studiował prawo na Uniwersytecie Warszawskim. W czasie I wojny światowej pracował jako nauczyciel (m.in. w progimnazjum niemieckim w Pabianicach). Współpracował z prasą niemiecką – lokalną i europejską (m.in. „Lodzer Freie Presse”, „Volkswille”, „Der Volksfreund”), był redaktorem naczelnym gazety "Lodzer Volkszeitung". 
Od listopada 1918 był ochotnikiem w Wojsku Polskim jako oficer kasowy w Legii Akademickiej (oficer kasowy), od 1920 oficer kasowy Komisji Gospodarczej Szpitala Wojskowego nr 1 w Łodzi, podporucznik w 28 Pułku Strzelców Kaniowskich, oficer w Wojskowym Okręgowym Zakładzie Gospodarczym nr IV w Łodzi. W styczniu 1921 został zwolniony do rezerwy w stopniu podporucznika rezerwy.
Po zakończeniu wojny zatrudniony jako nauczyciel w gimnazjum niemieckim w Pabianicach. W 1922 znalazł się wśród założycieli Niemieckiej Partii Pracy (DAP), został jej sekretarzem generalnym. Następnie był członkiem Niemieckiej Socjalistycznej Partii Pracy – zasiadał w jej Radzie Naczelnej i Zarządzie Głównym. Był reprezentantem socjalistów na II i III Kongresie Socjalistycznej Międzynarodówki Robotniczej (w Marsylii i Brukseli). 
W 1922 po raz pierwszy uzyskał mandat posła na Sejm z ramienia Bloku Mniejszości Narodowych w okręgu Łódź. Zasiadał wówczas w klubie Zjednoczenia Niemieckiego. W 1928 uzyskał reelekcję w tym samym okręgu jako przedstawiciel Polskiej Partii Socjalistycznej. Był członkiem Frakcji Niemieckich Posłów Socjalistycznych. Bez powodzenia ubiegał się o ponowny wybór z ramienia Centrolewu w 1930. 
W 1935 z powodu różnicy zdań co do współpracy z polskimi i żydowskimi socjalistami odszedł z DSAP, wiążąc się z Christlicher Commisverein (pełnił obowiązki jej prezesa). Jego poglądy polityczne coraz bardziej zbliżały się do NSDAP.
Po wybuchu II wojny światowej internowany przez władze polskie i deportowany na wschód kraju, uwolniony przez wojska niemieckie w okolicach Stoczka. Od 1945 mieszkał w Poczdamie.